# Ilhéu de Cima
Ilhéu de Cima is een onbewoond eiland ten zuidoosten van het Portugese eiland Porto Santo en is onderdeel van de regio Madeira. 
Het hoogste punt van het eiland ligt op 111 meter. Het is een rotsachtig eilandje met op het hoogste punt de vuurtoren Farol do Ilhéu de Cima.

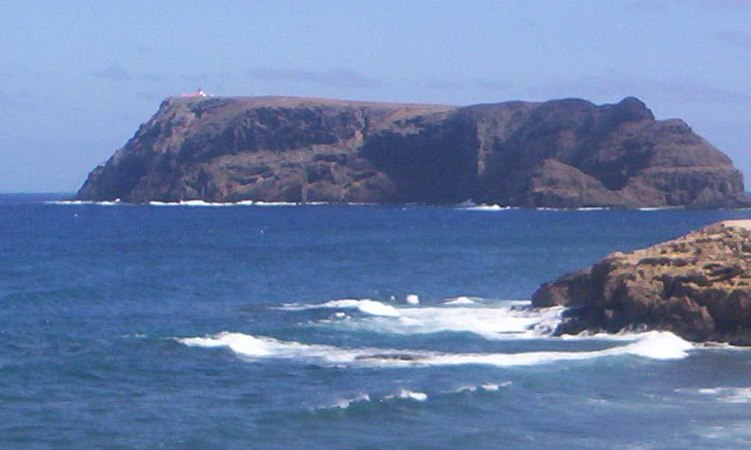
Ilhéu de Cima